# 光明真言

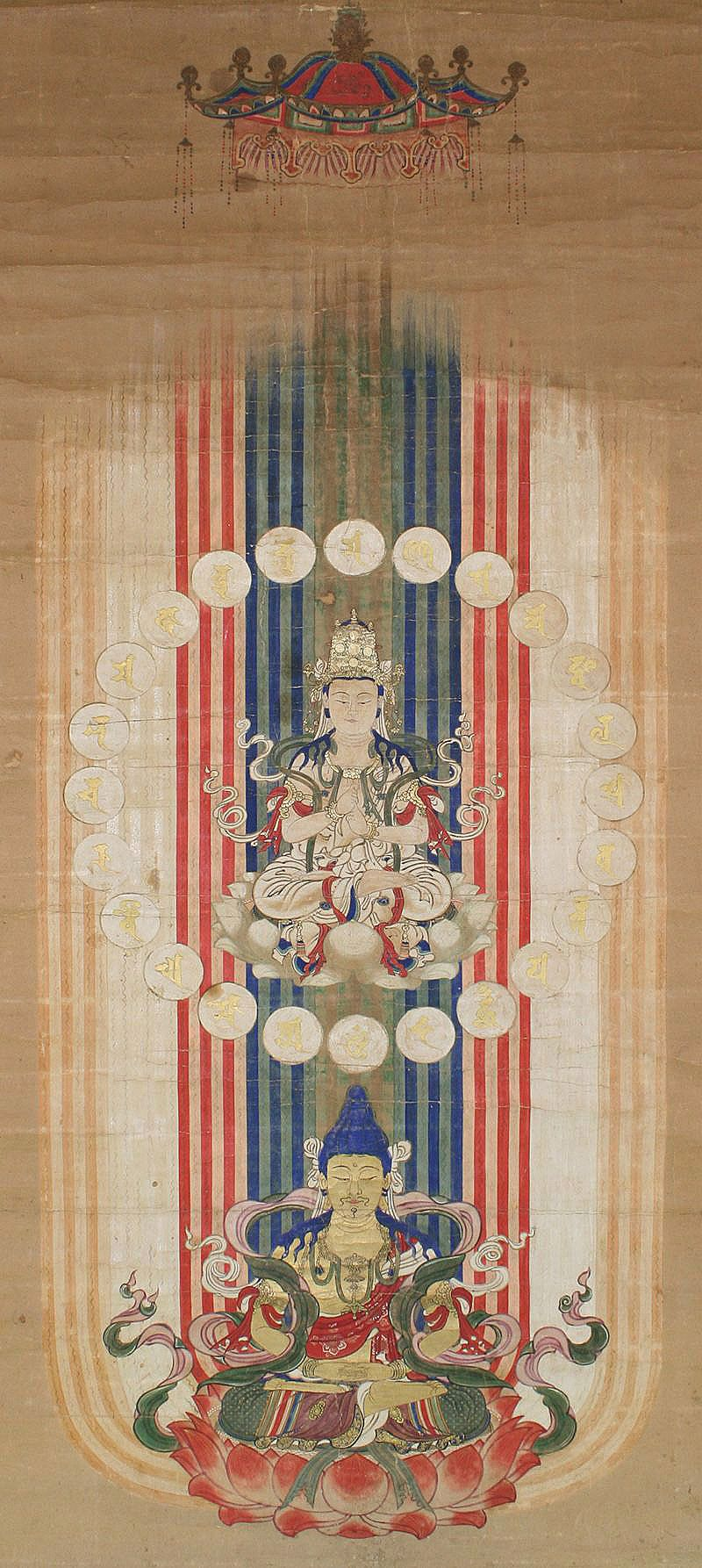
光明真言曼荼羅

光明真言（こうみょうしんごん）は、正式名称は不空大灌頂光真言（ふくうだいかんぢょうこうしんごん）という密教の真言である。密教経典である「不空羂索神変真言経（菩提流志訳）」や「不空羂索毘盧遮那仏大灌頂光真言（不空訳）」に説かれる。

## 概要
23の梵字から成り、最後の休止符「ダ」を加えて、合計24の梵字を連ねる。
梵字：

𑖌𑖼𑖀𑖦𑖺𑖑𑖪𑖹𑖨𑖺𑖓𑖡𑖦𑖮𑖯𑖦𑖲𑖟𑖿𑖨𑖯𑖦𑖜𑖰𑖢𑖟𑖿𑖦𑖕𑖿𑖪𑖯𑖩𑖢𑖿𑖨𑖪𑖨𑖿𑖝𑖿𑖝𑖧𑖮𑗝𑖽
デーヴァナーガリーによる表記: ओं अमोघ वैरोचन महामुद्रा मणि पद्म ज्वाल प्रवर्त्तय हूं
発音と意味
oṃ amogha vairocana
オーン　不空なる御方よ　毘盧遮那仏（大日如来）よ
オン　アボキャ　ベイロシャノウ
唵　阿謨伽　尾盧左曩

mahāmudrā maṇi padma
偉大なる印を有する御方よ　宝珠よ　蓮華よ
マカボダラ　マニ　ハンドマ
摩訶母捺囉　麼抳　鉢納麼

jvāla
熾光よ
ジンバラ
入嚩攞
pravarttaya
転変せよ）
ハラバリタヤ
鉢囉韈哆野
 hūṃ
フーン（種子/聖なる音）
ウン
吽
なお、amogha（アボキャ）は不空成就如来、vairocana（ベイロシャノウ）は大日如来、mahā-mudra（マカボダラ）は阿閦如来、maṇi（マニ）は宝生如来、padma（ハンドマ）は阿弥陀如来とし、これらの金剛界五仏（五智如来）に光の如く加持を求める真言である。
密教ではその神秘性を保つために梵字や陀羅尼を翻訳せずに、そのまま梵音を読誦するのが通例である。日本では、平安時代から光明真言法による加持が修されてきた。
なお、上記は真言宗（智山派以外）の唱え方であり、真言宗智山派および天台宗では異なっている。
- おん あぼきゃ べいろしゃのう まかぼだら まに はんどま じんばら はらはりたや うん（真言宗智山派の場合）
- おん あぼきや びろしゃな まかぼだら まに はんどま じんばら はらばりたや うん（天台宗の場合）

## 功徳・利益
「不空羂索毘盧遮那仏大灌頂光真言（不空訳）」によれば、以下の功徳・利益が説かれる。
- 過去の一切十悪五逆四重諸罪や、一切の罪障を除滅する。
- 先世の業の報いによる病人に対し、宿業と病障を除滅する。
- 十悪五逆四重諸罪によって、地獄・餓鬼・修羅に生まれ変わった死者に対し、光明を及ぼして諸罪を除き、西方極楽国土に往かせる。

## 光明真言曼荼羅
五字真言（अ वि र, हूं खां、a vi ra hūṃ khāṃ、ア・ビ・ラ・ウン・ケン）の五つの梵字（地・水・火・風・空の五大種子）を、頭から順に、向かって中央・下・左・上・右に配置し、それらを取り囲むようにして光明真言の24梵字を円周状に配置した「光明真言曼荼羅」も伝わる。